# Newtopia
Production
Diffusion
Newtopia (hangeul : 뉴토피아 ; RR : Nyutopia ; MR : Nyut'op'ia ; litt. « Nouvelle vue ») est une série télévisée sud-coréenne créée par Han Jin-won et Ji Ho-jin, diffusée depuis le 7 février 2025 sur les plateformes Coupang Play et Prime Video,,.
Il s'agit de l'adaptation du manhwa Influenza (인플루엔자) de Han Sang-woon,.

## Synopsis
Lee Jae-yoon, un soldat d'une unité aérienne qui vient de rompre avec Kang Yeong-joo à la suite d'un malentendu, est coincé en haut d'un immeuble à Séoul, alors qu'une épidémie commence à se répandre dans le monde entier. Le couple va devoir combattre une horde de zombies, tout en courant l'un vers l'autre en plein centre-ville de Séoul,.

## Distribution

### Acteurs principaux
- Park Jung-min : Lee Jae-yoon, soldat[1],[3]
- Kim Ji-soo : Kang Yeong-joo, petite amie de Jae-yoon[1],[3]
- Im Sung-jae (ko) : Ra In-ho, successeur de Jae-yoon[3]
- Kim Jun-han (en) : Aaron Park
- Kang Young-seok : Seo Jin-wook, étudiant[7]
- Lee Hak-joo (ko) : Seong Tae-sik
- Tang Jun-sang[8] : Sam-soo, étudiant qui aide Yeong-joo et son groupe cherchant Jae-yoon[9]

### Acteurs secondaires

#### Forces de défense aérienne
- Kim Sang-heun (ko) : Song Tae-sik, dit « Alex », PDG de la société Alex Entertainment[10]
- Park Kang-seop (ko) : Jeon Hyeong-bae
- Kim Jeong-jin (ko) : Hwang Kyeong-sik, soldat de 1re classe des forces de défense aérienne[11]
- Lee Joon-yeong : Choi Cheol-woo
- Bin Chan-wook (ko) : Kwak Kye-young
- Kwon Seung-woo : le lieutenant Park Seong-wook, ancien officier militaire et commandant de batterie de l'unité de défense aérienne où travaille Jae-yoon[12]
- Lee Joo-won : le sergent Jeong Tae-hwa

#### Hôtel Eden
- Justin Chon : Paulo, chef d'hôtel[13]
- Park Kwang-jae (ko) : le chef Jeong
- Hong Seo-hee (ko)[14] : Oh Soo-jeong

### Version Française
-Studio: DELUXE MEDIA PARIS
-Adaptation: Emilie Pannetier
-Direction Artistique: 
Xavier Percy 
-Enregistrement: Mateo Capaldini 
-Montage: Laurent Carrere 
-Mixage:  Daniel Alessi
- Park Jung-min (VF:Gregory Praet) : Lee Jae-yoon, soldat[1],[3]
- Kim Ji-soo (VF:Marie Braam) : Kang Yeong-joo, petite amie de Jae-yoon[1],[3]
- Im Sung-jae (VF:Jean-Paul Clerbois) : Ra In-ho
- Sang-Heun Kim (VF:Steve Driesen) : Kim Yeong Man
- Park Kang-sub (VF:Marc Weiss) : Jeon Hyung-Bae
- Kim Jun-han (en) : Ra In-ho, successeur de Jae-yoon[3]
- Kim Jung-Jin (VF:Thibault Delmotte) : Hwang Kyung-sik
- Kang Young-seok (VF:Maxime Donnay) : Seo Jin-wook
- Hong Seo-hee (ko)[14] (VF:Ludivine Deworst): Oh Soo-jeong
- Tang Jun-sang[8] : Sam-soo, étudiant qui aide Yeong-joo et son groupe cherchant Jae-yoon[9]
- Im Sung-jae (ko) : Ra In-ho
- Bin Chan-wook (ko)[4]
- Kim Sang-heun (ko) (VF:Antony Lopresti) : Song Tae-sik, dit « Alex », PDG de la société Alex Entertainment[10]
- Kim Jeong-jin (ko) (VF:Thibault Delmotte): Hwang Kyeong-sik, soldat de 1re classe des forces de défense aérienne[11]
- Kwon Seung-woo (VF:David Manet): le lieutenant Park Sung-wook, ancien officier militaire et commandant de batterie de l'unité de défense aérienne où travaille Jae-yoon[12]
- Justin John Harvey (en) (VF:Michaël Conte) : Paulo, chef d'hôtel[13]
- Kang Young-seok : Seo Jin-wook, étudiant[7]
- Lee Hak-joo (ko) : Seong Tae-sik
- Park Kwang-jae (ko) (VF:Marvin Schlick): le chef Jeong
- Lee Joo Won (Vf:Erico Salamone) : Sergent Jung
- Kim Jeong-jin (VF:Damien Locqueneux): Kwak Gye-young
- Kim Junhan (VF:Philippe Allard): Aaron Park

-Voix additionnelles: Lora Chaton, Florent Minotti, Julie Basecqz, Didier Colfs, Max breugman.

## Autres
- Lim Hyung-guk : Ho-cheol
- Bae Je-ki (ko) : Se-hyeok
- Kang Ki-dong (en) : Ki-doong
- Kim Ji-min : Yoo Byeong-joon
- Lee Chan-hee (ko) : Ahn Seong-gyoo
- Park Mi-hyeon (ko) : la mère de Yeong-joo
- Shin Mi-young (ko) : Kyeong-soon
- Lee Cho-hee (en) : Park Eun-chae
- Choi Hee-jin (en) : Choi Seul-ki
- Im Soo-hyung : le collègue sénior de Yeong-joo
- Lee Ju-mi : Myeong-hee
- Kim Chan-hyung (ko) : Byeong-gil
- Yoon Jong-shin : lui-même

## Production

### Développement
Fin août 2023, une nouvelle série originellement intitulée Influenza (인플루엔자) pour la plateforme Coupang Play. Le scénario est écrit par Han Jin-won, scénariste de Parasite (2019) de Bong Joon-ho, et Ji Ho-jin, à partir du manhwa éponyme de Han Sang-woon. Yoon Sung-hyun s'est vue confiée à la réalisation.
La série est produite par Bound Entertainment, en co-production avec Billions Plus,.
Début août 2024, Coupang Play publie une photographie de Park Jung-min et Kim Ji-soo, confirmés pour la série sous le titre officiel Newtopia (뉴토피아).
Mi-décembre 2024, les premières images sont dévoilées avec la date de diffusion annoncée : le 7 février 2025 à 20 h sur les plateformes  Coupang Play et Prime Video dans plus de 240 pays et régions,,.

#### Coïncidence avec la réalité
|  |

Début février 2025, lors de la conférence de presse et une projection des deux premiers épisodes de la série en avant-première à Séoul, le réalisateur, Yoon Sung-hyun, raconte son inquiétude à propos des scènes sur la loi martiale et un accident d'avion qui coïncidaient avec la loi martiale sud-coréenne et de l'accident du vol JJA-2216 en décembre 2024 : « Étant donné que j’avais déjà réalisé ce qui était dans le scénario, je suppose que je ne peux seulement dire que c’était incroyable », avoue-t-il, avant d'ajouter : « L'œuvre originale est basée sur la réalité, et j'ai essayé de donner à la série un ton beaucoup plus féerique pour atténuer la brutalité des zombies traditionnels, (…) nous avons choisi la comédie (…) pour trouver un équilibre entre les genres. ».

### Attribution des rôles
|  |

Fin août 2023, Park Jung-min et Kim Ji-soo se sont vus proposés d'incarner le soldat, Jae-yoon, et sa petite amie de Jae-yoon, Yeong-joo. Début septembre, selon son agence, Kim Jun-han aurait une forte possibilité de participer à cette série, dans le rôle de Ra In-ho, le successeur de Jae-yoon.
Début avril 2024, Hong Seo-hee y est confirmé pour un rôle. Mi-juillet, Tang Jun-sang est annoncé en plein tournage.
Début janvier 2025, Lee Hak-joo est également révélé pour incarner Seong Tae-sik, PDG de la société Alex Entertainment, de même que Kim Jeong-jin pour le rôle du soldat Hwang Kyeong-sik, puis, en février, Kwon Seung-woo pour le rôle du lieutenant Park Sung-wook, le sud-africain Justin John Harvey y joue Paulo, un chef d'hôtel et Kang Young-seok endosse les costumes d'un étudiant Seo Jin-wook.

### Tournage
Le tournage a lieu à Séoul, ainsi qu'à Chuncheon (Gangwon) pour le studio Bomnae Film.

### Fiche technique
Sauf indication contraire ou complémentaire, les informations mentionnées dans cette section peuvent être confirmées par la base de données KMDb
- Titre original : 뉴토피아
- Titre de travail : 인플루엔자 (Influenza)[1]
- Titre international : Newtopia
- Réalisation : Yoon Sung-hyun[3]
- Scénario : Han Jin-won et Ji Ho-jin[3], d'après le manhwa Influenza (인플루엔자) de Han Sang-woon[1]
- Musique : Primary
- Production : Ha Yeon-joo[2]
- Sociétés de production : Bound Entertainment, en co-production avec Billions Plus[2]
- Sociétés de distribution : Coupang
- Pays de production :  Corée du Sud
- Langue originale : coréen
- Format : couleur
- Genre : action, drame, fantastique, horreur, romance, thriller
- Nombre de saisons : 1
- Nombre d'épisodes : 8
- Durée : 49 à 59 minutes
- Dates de première diffusion :
  - Corée du Sud : 7 février 2025 sur Coupang Play et Prime Video[4],[5]
  - Monde : 7 février 2025 sur Prime Video[5]
- Classification :
  - Corée du Sud : convient aux 15 ans et plus
  - France : 18 ans+

## Épisodes
La série comprend 8 épisodes, dépourvus de titres, d'abord diffusé en deux épisodes, le 7 février 2025, puis un épisode par semaine, entre le 14 février et le 4 avril 2025.